# Rebecca Makonnen
Rebecca Makonnen est une animatrice de radio, de télévision et une autrice canadienne. Elle collabore à plusieurs émissions radiophoniques et télévisuelles québécoises.

## Biographie
Rebecca Makonnen commence sa carrière à MusiquePlus où elle est VJ et reporter de 2000 à 2006. Durant ces six années, elle interview Bono, Coldplay, les Red Hot Chili Peppers, Gwen Stefani, Radiohead et plusieurs autres .
En 2006, elle devient journaliste à l'émission Flash, une émission quotidienne diffusée sur le réseau téléviséTQS .
Elle intègre l'équipe de Radio-Canada en 2008, où elle devient chroniqueuse culturelle à C'est bien meilleur le matin. Elle anime aussi le plateau musical Studio 12 durant quatre ans et y reçoit les artisans de la scène musicale québécoise: Karkwa, Daniel Bélanger et beaucoup d'autres .
On pouvait également la voir dans l'émission Esprit critique diffusée à ARTV ,.
De 2012 à 2017, elle anime Circuit Makonnen le matin en semaine sur ICI Musique ,,,.
À l'automne 2016, elle tient la barre de l'émission On dira ce qu'on voudra sur ICI Première . Elle co-anime l'émission Esprit Critique avec le journaliste Marc Cassivi sur les ondes de ICI ARTV ,,.
En 2020, elle prête sa voix à un personnage de la série animée Les Frères Apocalypse.
En octobre 2024, la maison d'édition Libre expression publie son premier livre Dans mon sang, un récit autobiographique ,,,.

## Vie privée
En 2017, elle débute une relation amoureuse avec Louis-Jean Cormier, musicien québécois. Ils restent très discrets sur leur relation ,.

## Publications
- Dans mon sang, Montréal, Libre Expression, 2024 (ISBN 9782764817070)